# Jérémy Gondrand

a Compétitions nationales et continentales officielles uniquement.

b Matchs officiels uniquement.
Dernière mise à jour le 1 novembre 2022.
Jérémy Gondrand, né le 23 février 1990 à La Côte-Saint-André, est un joueur français de rugby à XV qui évolue au poste de demi d'ouverture. Il joue au sein de l'effectif du club d'Oyonnax rugby depuis 2016.

## Carrière

### En club
Formé au CS Bourgoin-Jallieu, Jérémy Gondrand fait ses débuts professionnels lors de la saison 2007-2008 en Top 14 avec le club berjallien, saison au cours de laquelle il ne fait qu'une seule apparition sur un terrain. Il fait lors de sa seconde saison au club en 2008-2009 six apparitions en Top 14 et y inscrit son premier essai de sa carrière contre l'ASM Clermont en mars 2009 au cours d'un match où le CSBJ s'incline 23-57.
En 2015, il s'engage avec le Lyon OU avant de rejoindre en 2016 l'US Oyonnax. Blessé au milieu de la saison il est remplacé par Ben Botica en tant que joker médical, en provenance du Montpellier HR.

## Palmarès
- Champion de France de Pro D2 2017
- Challenge européen de rugby à XV :
  - Finaliste : 2009 avec le CS Bourgoin-Jallieu.